# Weltnierentag

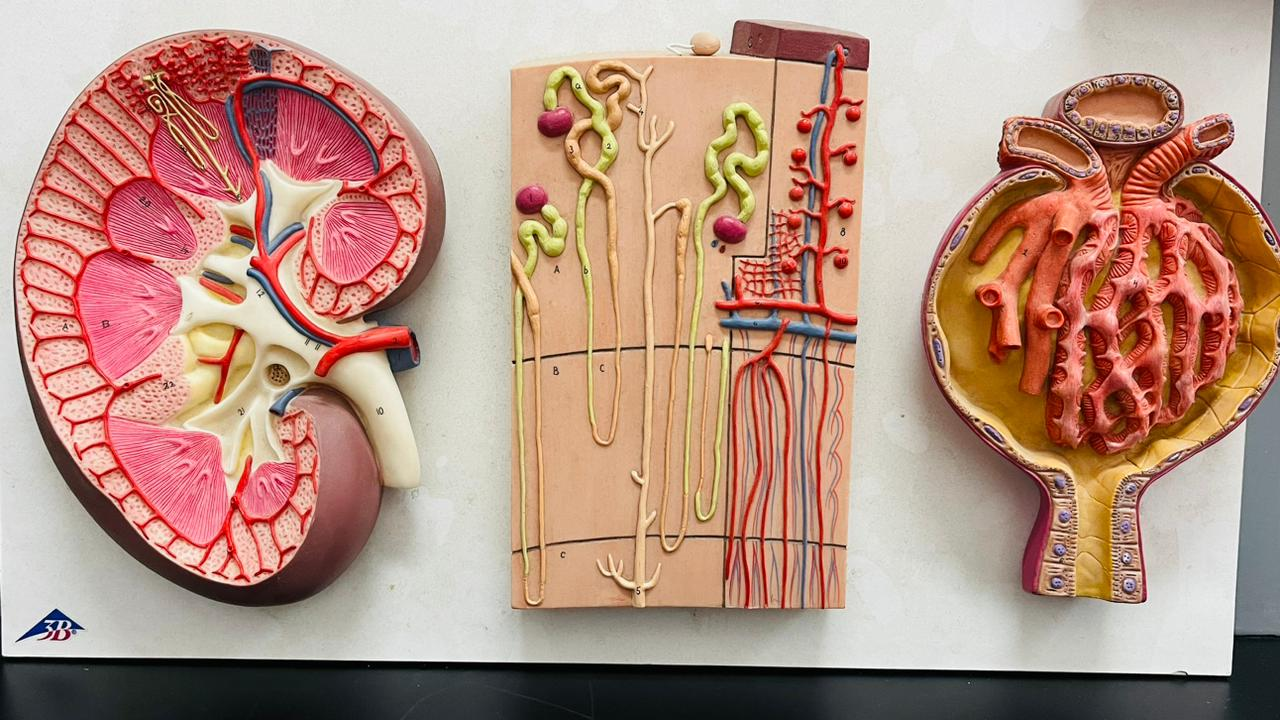

Der Weltnierentag wird jährlich von der International Society of Nephrology / Internationalen Gesellschaft für Nephrologie (ISN) und der International Federation of Kidney Foundations / Internationalen Gemeinschaft der Nierenstiftungen (IFKF) organisiert und findet am 2. Donnerstag im März statt.

## Geschichte
Der Weltnierentag wurde 2006 ins Leben gerufen und steht seither jedes Jahr unter einem besonderen Motto, an dem sich die Aktivitäten der nationalen Organisationen orientieren. In Deutschland wird der Weltnierentag von der Deutschen Gesellschaft für Nephrologie und der Deutschen Nierenstiftung koordiniert. Seit 2010 findet um den Weltnierentag in Deutschland auch die Nierenwoche der Deutschen Nierenstiftung statt. Die Zusammenlegung beider Termine geschah aus organisatorischen Gründen und soll die nationalen Aktivitäten konzentrieren. In jedem Jahr finden an zahlreichen Orten, überwiegend in Krankenhäusern und nephrologischen Praxen, Tage der offenen Tür und Informationsveranstaltungen in Anlehnung an das internationale Motto statt.

## Ziele
Die Ziele des internationalen Weltnierentages sind es die Bedeutung des Organs im menschlichen Organismus aufzuzeigen und das Bewusstsein über die enorme Leistung unserer Nieren zu steigern. Die Häufigkeit und die Auswirkungen von chronischen Nierenerkrankungen und die damit verbundenen gesundheitlichen Probleme sollen weltweit reduziert werden.

## Motto
Die Mottos der vergangenen Jahre waren.
- 2006: "Sind Ihre Nieren OK?"
- 2007: "Verbreitet, schädlich und behandelbar"
- 2008: "Erstaunliche Nieren"
- 2009: "Schütze Deine Nieren: Blutdruck reduzieren"
- 2010: "Schütze Deine Nieren: Diabetes kontrollieren"
- 2011: "Nierenschutz ist Herzenssache"
- 2012: "Sag "Ja" zum Leben - Sag "Ja" zur Organspende"
- 2013: "Akutes Nierenversagen vermeiden"
- 2014: "Nierenstark ins Alter"
- 2015: "Warum gesunde Nieren wichtig sind"
- 2016: "Nierenstark von Jung bis Alt"
- 2017: "Übergewicht und Diabetes"
- 2018: "Nieren und Frauengesundheit"
- 2019: "Starke Nieren – für alle!"
- 2020: "Gemeinsam stark gegen die unbekannte Volkskrankheit"